# Mandells struikzanger
Mandells struikzanger (Locustella mandelli, synoniem: Bradypterus mandelli) is een zangvogel uit de familie Locustellidae. 

## Taxonomie
De vogel werd in 1875 geldig beschreven door de Canadese vogelkundige  William Edwin Brooks. De Nederlandse en wetenschappelijke namen verwijzen naar de in India gevestigde Italiaanse amateur-ornitholoog Louis Mandelli (1833-1880).

## Herkenning
De vogel is 13 tot 14 cm lang. De vogel is lastig te onderscheiden van de Javaanse struikzanger. Het is een typische struikzanger, dus overwegend donker grijsbruin met onduidelijke streepjes op de buik en borst. De flanken en de onderbuik zijn roestbruin en de keel is wit.

## Verspreiding en leefgebied
Deze soort komt voor in oostelijk en zuidoostelijk Azië  en telt twee ondersoorten:
- L. m. mandelli: van de oostelijke Himalaya tot zuidelijk China, noordelijk Indochina en Myanmar.
- L. m. melanorhyncha: zuidoostelijk China.